# 아샤르크 알아우사트
아샤르크 알아우사트(الشرق الاوسط)는 런던에 본사를 둔 아랍어 일간 신문이다. 1978년에 창간되었다.
1977년에 사우디 리서치 마케팅 그룹 (Saudi Research and Marketing Group)이 설립하고 사우디 왕자 파이살 빈 살만이 신문에 출자하고 거의 독점적으로 소유하고 있었다. 이 왕자의 사후 그의 아들이 사장으로 취임했다. 세계 최초로 위성 기술을 이용한 아랍어 신문이다.
전 세계의 아랍어 독자를 대상으로 한 범 아랍 신문 중 하나로, 다른 범 아랍 신문과 같이 국제적인 지면 제작을 특징으로 하고 있다. 정치면은 지역별로 나누어져 있지 않고, 아랍 지역뿐만 아니라 서양과 동남아시아 뉴스도 다룬다.
모회사 사우디 리서치 마케팅 그룹은 신문 외에도 정치 고급 잡지 알 마잘라도 발행하고 있다.